# HMS Ark Royal (1914)
«Арк Роял» (англ. HMS Ark Royal) — військовий корабель, гідроавіаносець Королівського військово-морського флоту Великої Британії часів Першої та Другої світових воєн.

## Історія створення
«Арк Роял» був закладений 7 листопада 1913 року на верфі компанії Blyth Shipbuilding Company у Блайті. 5 вересня 1914 року корабель був спущений на воду, а 10 грудня 1914 року увійшов до складу Королівських ВМС Великої Британії.

## Історія служби
«Арк Роял» був першим кораблем, спроєктованим та побудованим як гідроавіаносець. У Першій світовій війні на початку 1915 року «Арк Роял» брав участь у Дарданельській кампанії, його гідролітаки проводили повітряні розвідувальні та спостережні місії. Пізніше авіація корабля підтримувала британські війська на Салонікському фронті в 1916 році, перш ніж він повернувся до Дарданелл, щоб діяти як депо для всіх десантних літаків, що діють у цьому районі. У січні 1918 року кілька гідролітаків «Арк Рояла» безуспішно атакували німецький лінійний крейсер «Гебен», коли той вийшов з Дарданеллів для нападу на кораблі союзників у цьому районі. Пізніше корабель забезпечував протичовнові патрулювання над південним Егейським морем.
Після закінчення війни «Арк Роял» в основному виконував функції авіаносця та корабля-депо для літаків, що діяли на підтримку військових операцій британських військ та Білої армії проти більшовиків у Каспійському та Чорноморському регіонах під час інтервенції союзників у Громадянську війну в Росії. В 1920 році він також підтримував літаки Королівських ПС у Британському Сомаліленді в кампанії проти Мохаммеда Абділле Хасана. Пізніше того ж року корабель був виведений у резерв. 1922 році «Арк Роял» здійснював перевезення авіаційної ескадрильї Королівських ПС до Дарданеллів під час кризи в Чанаккале. Після повернення до Сполученого Королівства наступного року він знову був відправлений у резерв.
1930 році корабель повернули до сил флоту, він діяв як навчальний корабель для пілотів гідролітаків британської флотської авіації, а також для оцінки операцій та техніки дій катапульт літаків. 1934 році перейменований на «Пегасус», а його ім'я перейшло до авіаносця, замовленого в тому ж році, і в новій якості продовжував виконувати функції навчального корабля до початку Другої світової війни у вересні 1939 року.
На початок Другої світової війни входив до складу сил Домашнього флоту Британії, діяв як легкий авіаносець, доки в кінці 1940 року в ході модернізації йому не замінили на прототип корабля катапультування винищувача. Цей тип корабля призначався для захисту конвоїв від нападів німецьких морських патрульних літаків далекої дії, запускаючи винищувачів «Фулмар» через катапульту для забезпечення повітряного прикриття конвою. «Пегасус» виконував цю роль до середини 1941 року, потім він повернувся до своїх попередніх обов'язків навчального корабля. Це тривало до початку 1944 року, коли він став плавучою казармою. Наприкінці 1946 року корабель був проданий, і наступного року почалося перетворення його на торговельне судно. Однак у власника не було грошей на реалізацію модернізації, і у 1949 році «Аніта I», як судно стало йменуватися, було передано кредиторам та продано за металобрухт.